# Az ókor nagy csatái
Az ókor az emberiség történetének nagyon hosszú szakasza. Rengeteg háborút, még több csatát vívtak. Ezek legnagyobb része az ókor korai szakaszában nem rekonstruálható. Ahogy szaporodnak az ismert források az idő előrehaladtával, egyre több információ áll rendelkezésre a hadszervezetről, a hadseregről, fegyverzetről, taktikáról és stratégiáról. Az ókor történetének első nagyrészt rekonstruálható lefolyású csatája a hettiták és egyiptomiak között lezajló kádesi csata. De még a viszonylag jól ismertnek gondolt marathóni- vagy thermopülai csatáknak is sok vonatkozása megoldatlan, tévhitek terjednek róluk.
A háborúk és csaták története az egyes államok történelmének fontos fejezete, ezenkívül a technika fejlődésének is jó mutatója. A hadvezetés mestersége pedig már az ókorban átalakult hadművészetté.

## Ókori kelet, görögök, rómaiak
| Állam / állam                            | Asszíria                                                            | Babilon                                                             | Egyiptom           | Hellász Makedónia hellenisztikus államok                                                                | Hatti    | Karthágó           | levantei államok              | Perzsia Parthia Szászánida Birodalom                                                                    | Római Birodalom                       | Urartu                     | egyéb              |
| ---------------------------------------- | ------------------------------------------------------------------- | ------------------------------------------------------------------- | ------------------ | --- | -------- | ------------------ | ----------------------------- | --- | ------------------------------------- | -------------------------- | ------------------ |
| Asszíria                                 | -                                                                   | Dér Dijala Halule Babilon Ulai Arrapha Ninive Assur Harrán Karkemis | Asdód              | - | Nihrija  | -                  | Karkar Gézer Lákis Jeruzsálem | - | -                                     | Urmia (1) Urmia (2) Nimrud | Szúza              |
| Babilon                                  | Dér Dijala Halule Babilon Ulai Arrapha Ninive Assur Harrán Karkemis | -                                                                   | Karkemis Hamátu    | |          |                    | Jeruzsálem                    | |                                       |                            |                    |
| Egyiptom                                 | Asdód                                                               | Karkemis Hamátu                                                     | -                  | | Kádes    |                    | Megiddó                       | |                                       |                            | Nílus-delta Dzsáhi |
| Hellász Makedónia hellenisztikus államok |                                                                     |                                                                     |                    | Tanagra Tegüra Leuktra Khairóneia Khíosz Müonnészosz                                                    |          | Katana Szürakuszai |                               | Marathón Szalamisz Thermopülai Mükalé Plataiai Ciprusi Szalamisz Isszosz Granikosz Gaugaméla Hüdaszpész | Thermopülai                           |                            | Trója Kümé         |
| Hatti                                    | Nihrija                                                             | -                                                                   | Kádes              | - | -        | -                  | Kádes                         | - | -                                     | -                          | Karkemis           |
| Karthágó                                 |                                                                     |                                                                     |                    | Katana Szürakuszai                                                                                      |          | Utica              | Alalia                        | | Pun háborúk                           |                            |                    |
| levantei államok                         | Karkar Gézer Lákis Jeruzsálem ostroma                               | Jeruzsálem                                                          | Megiddó            | | Kádes    | Alalia             | Jerikó Baal-perazim           | | Thermopülai Maszada                   |                            |                    |
| Perzsia Parthia Szászánida Birodalom     |                                                                     |                                                                     |                    | Marathón Szalamisz Thermopülai Mükalé Plataiai Ciprusi Szalamisz Isszosz Granikosz Gaugaméla Hüdaszpész |          |                    |                               | | Carrhae Ctesiphon Nisibis             |                            |                    |
| Római Birodalom                          |                                                                     |                                                                     |                    | Thermopülai Maszada                                                                                     |          | Pun háborúk        |                               | Carrhae Ctesiphon Nisibis                                                                               | A Római Köztársaság csatáinak listája |                            |                    |
| Urartu                                   | Urmia (1) Urmia (2) Nimrud                                          |                                                                     |                    | |          |                    |                               | |                                       |                            |                    |
| egyéb                                    | Szúza                                                               |                                                                     | Nílus-delta Dzsáhi | Trója Kümé                                                                                              | Karkemis |                    |                               | |                                       |                            |                    |
| Állam / állam                            | Asszíria                                                            | Babilon                                                             | Egyiptom           | Hellász Makedónia Hellenisztikus államok                                                                | Hatti    | Karthágó           | Levantei államok              | Perzsia Parthia Szászánida Birodalom                                                                    | Római Birodalom                       | Urartu                     | Egyéb              |

## Ajánlott irodalom
- Az ókor nagy csatái (i. e. 1285 – i. sz. 451) – Kádestől Catalaunumig. Budapest: Ventus Libro Kiadó (2007). ISBN 978-963-9701-54-0